# Semenovia transiliensis
Semenovia transiliensis är en flockblommig växtart som beskrevs av Eduard August von Regel och Ferdinand Gottfried Theobald Maximilian von Herder. Semenovia transiliensis ingår i släktet Semenovia och familjen flockblommiga växter. Inga underarter finns listade i Catalogue of Life.